# Strabomantis ruizi
Espèce
Synonymes
- Eleutherodactylus ruizi Lynch, 1981

Statut de conservation UICN

 EN B1ab(iii) : En danger
Strabomantis ruizi est une espèce d'amphibiens de la famille des Craugastoridae.

## Répartition
Cette espèce est endémique du département de Valle del Cauca en Colombie. Elle se rencontre entre 1 180 et 2 000 m d'altitude dans la cordillère Occidentale.

## Description

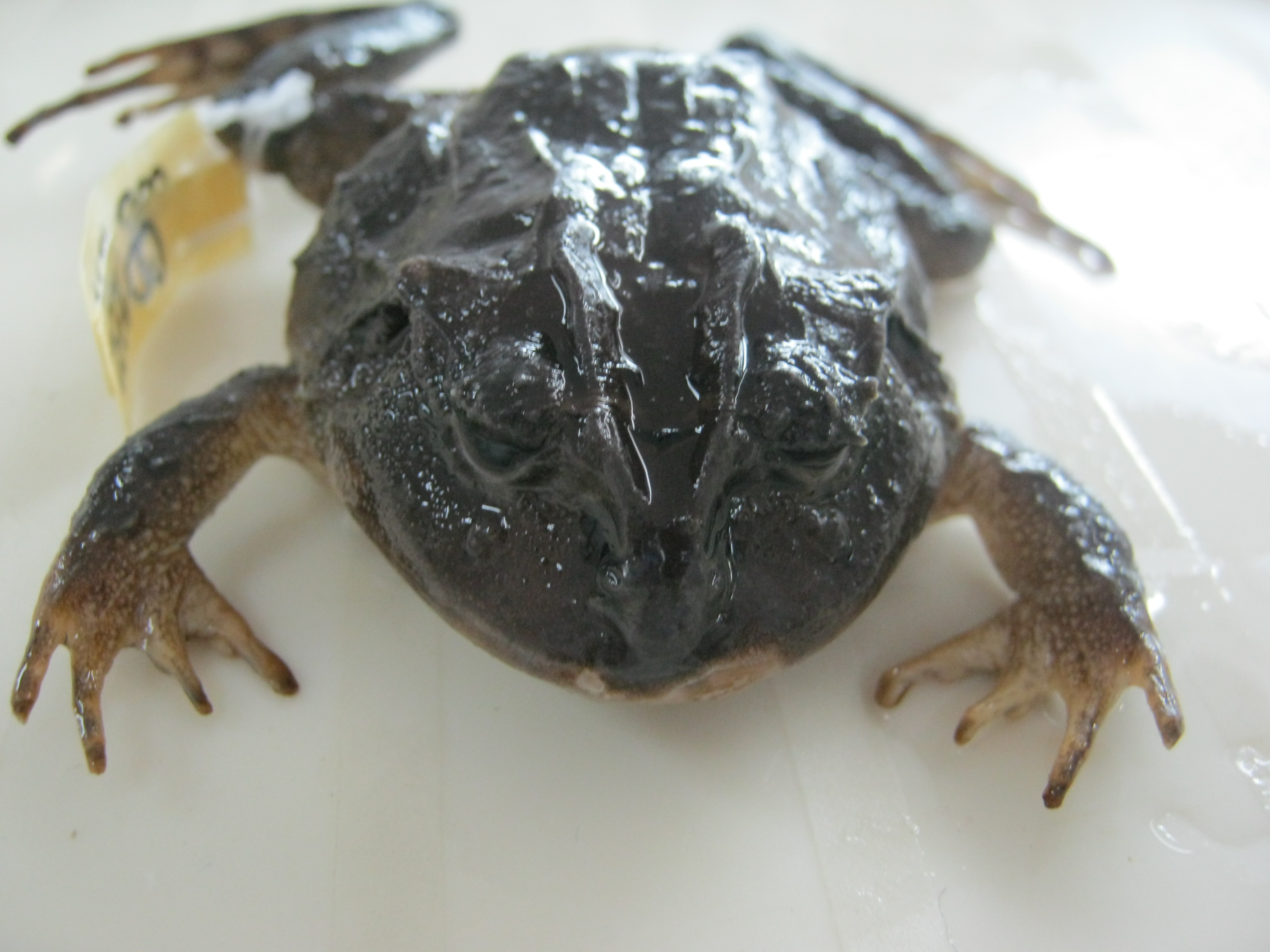
Strabomantis ruizi

La femelle holotype mesure 38,6 mm.

## Étymologie
Cette espèce est nommée en l'honneur de Pedro Miguel Ruíz-Carranza.

## Publication originale
- Lynch, 1981 : The systematic status of Amblyphrynus ingeri (Amphibia: Leptodactylidae) with the description of an allied species in western Colombia. Caldasia, Bogotá, vol. 13, no 62, p. 313-332 (texte intégral).